# Juan Fernando López Aguilar
Pour les articles homonymes, voir Aguilar.
Juan Fernando López Aguilar, né le 10 juin 1961 à Las Palmas de Grande Canarie, est un homme politique espagnol membre du Parti socialiste ouvrier espagnol (PSOE).
Il est député européen depuis 2009.

## Biographie

### Un universitaire multidiplômé
Après avoir publié des caricatures à partir de 1977 dans le quotidien La Provincia - Diario de Las Palmas, il s'inscrit à l'université de Grenade. Il y obtient une licence de droit, qu'il complète par un diplôme identique de science politique et sociologie à l'université complutense de Madrid. Il adhère en 1983 au Parti socialiste ouvrier espagnol.
Il poursuit ensuite son cursus universitaire hors d'Espagne. À l'université Tufts, il obtient effectivement un master de droit et diplomatie ; à l'université de Bologne, il passe un doctorat de droit constitutionnel.
En 1989, il est recruté par l'université de Grenade pour occuper un poste de professeur titulaire de droit constitutionnel.

### Collaborateur de cabinet
Lorsque l'ancien président des Canaries Jerónimo Saavedra est nommé ministre des Administrations publiques, il choisit Juan Fernando López Aguilar pour être son directeur de cabinet le 31 juillet 1993. En avril 1994, il intègre l'université de Las Palmas de Gran Canaria et accède au rang de professeur des universités.
Un remaniement orchestré en juillet 1995 fait de Saavedra le nouveau ministre de l'Éducation et de la Science ; il conserve à ses côtés son directeur de cabinet.

### En première ligne de la politique
Après les élections anticipées de mars 1996, il retourne dans le monde universitaire. Cependant, lors de l'élection régionale du 13 juin 1999, il est choisi par Saavedra comme coordinateur de la campagne électorale. Le résultat donne le Parti socialiste des Canaries-PSOE (PSC-PSOE) deuxième en sièges, troisième en voix et maintenu dans l'opposition.
Pour les élections législatives du 12 mars 2000, il est investi tête de liste dans la province de Las Palmas. Élu au Congrès des députés, il est brièvement porte-parole à la commission de la Justice et de l'Intérieur, ainsi que membre de la députation permanente. En juillet suivant, le nouveau secrétaire général du PSOE José Luis Rodríguez Zapatero – avec qui il a fondé le collectif Nouvelle Voie – le nomme secrétaire aux Libertés publiques et au Développement autonomique du parti.

### Ministre de la Justice
Il est réélu au Congrès au cours des élections législatives du 14 mars 2004 et devient le 18 avril suivant ministre de la Justice. À ce titre, il porte la loi autorisant le mariage pour les couples de personnes du même sexe.

### Candidat à la présidence des Canaries
Le 28 octobre 2006, il est investi à l'unanimité par le comité exécutif régional du PSC-PSOE comme chef de file à l'élection régionale du 27 mai 2007 aux Îles Canaries, communauté autonome où les socialistes sont dans l'opposition depuis quatorze ans. Il quitte le gouvernement le 12 février 2007.
Le jour du scrutin, le PSC-PSOE totalise 322 833 voix, plus qu'aucun autre parti dans l'histoire de l'archipel ; ses 26 députés sur 60 au Parlement des Canaries sont le deuxième meilleur résultat dans la communauté autonome et pour les socialistes. Cependant, la Coalition canarienne, pour conserver la présidence, s'associe avec le Parti populaire (PP) et maintient le PSC-PSOE dans l'opposition. Le 20 octobre, il est élu secrétaire général du Parti socialiste des Canaries-PSOE par 93 % des voix des délégués au congrès extraordinaire.

### Député européen
Dès les élections législatives du 9 mars 2008, il revient à la politique nationale en se faisant réélire au Congrès des députés dans la province de Las Palmas. Il prend ensuite la présidence de la commission des Administrations publiques.
Sa réticence à accepter la candidature régionale en 2007 pourtant souhaitée par Zapatero, sa manière d'exercer l'opposition dans les Canaries et son absence prolongée de l'archipel en raison de ses fonctions nationales conduisent une partie des cadres socialistes régionaux à se regrouper au sein d'un secteur critique piloté par le président du PSC-PSOE Jerónimo Saavedra tout au long de l'année 2008 ; les critiques demandant à ce qu'il soit relevé du secrétariat général. Les tensions s'exacerbent au point que son vice-secrétaire général, aussi président du groupe parlementaire, Francisco Hernández Spínola, démissionne en septembre 2008 de ses responsabilités,. Il est cependant réélu le 8 novembre 2008 avec 74,1 % des voix lors du XIe congrès régional, 25,9 % des votants faisant le choix de voter blanc.
Aux élections européennes du 7 juin 2009, il est investi tête de liste du PSOE et se voit donc élu député au Parlement européen. Il est ensuite désigné président de la commission des Libertés civiles, de la Justice et des Affaires intérieures, abandonne son mandat parlementaire national, et le secrétariat général du PSC-PSOE en mars 2010.
Il est élu pour un nouveau mandat lors des élections européennes du 25 mai 2014, occupant désormais la 4e place sur la liste socialiste, derrière la tête de liste Elena Valenciano, Ramón Jáuregui et Soledad Cabezón Ruiz. Le 7 avril 2015, il est suspendu du groupe S&D au Parlement européen par mesure de précaution à la suite d'une plainte déposée par son ancienne épouse, Natalia de la Nuez, à son encontre pour violence conjugale. Il affirme être victime de « fausses allégations »,. Il siège dès lors parmi les Non-inscrits au Parlement européen. Le 21 juillet 2015, le Tribunal suprême classe l'affaire, considérant que Natalia de la Nuez n'avance aucune preuve,. Le 22 juillet 2015, il est réintégré par le PSOE et rejoint le même jour à nouveau le groupe S&D.
Il est réélu député européen lors des élections de 2019, en 15e position sur la liste socialiste, puis lors des élections de 2024, en 13e position sur la liste du PSOE.